# Свято-Дмитрівська церква (Пужайкове)
Свято-Дмитрівська церква — чинна мурована церква, пам'ятка архітектури місцевого значення (охоронний № 24), у селі Пужайкове Подільського району на Одещині. Парафія святого Димитрія Солунського належить до Православної церкви України. Престольне свято — 8 листопада.

## Історія
У селі Пужайкове була дерев'яна церква святого Дмитра, вона відома з 1747 року. У 1769 році церква була спалена татарами, а у 1779 році відновлена. У 1794 році церква була перетворена з уніатської на православну.
Чинна мурована церква святого Димитрія Солунського була побудована на місці старої дерев'яної у 1876 році.

### Перехід з УПЦ МП до Православної церкви України
7 січня 2019 року парафіяни церковної громади святого Димитрія Солунського на зборах проголосували про перехід до Православної церкви України.

## Архітектура

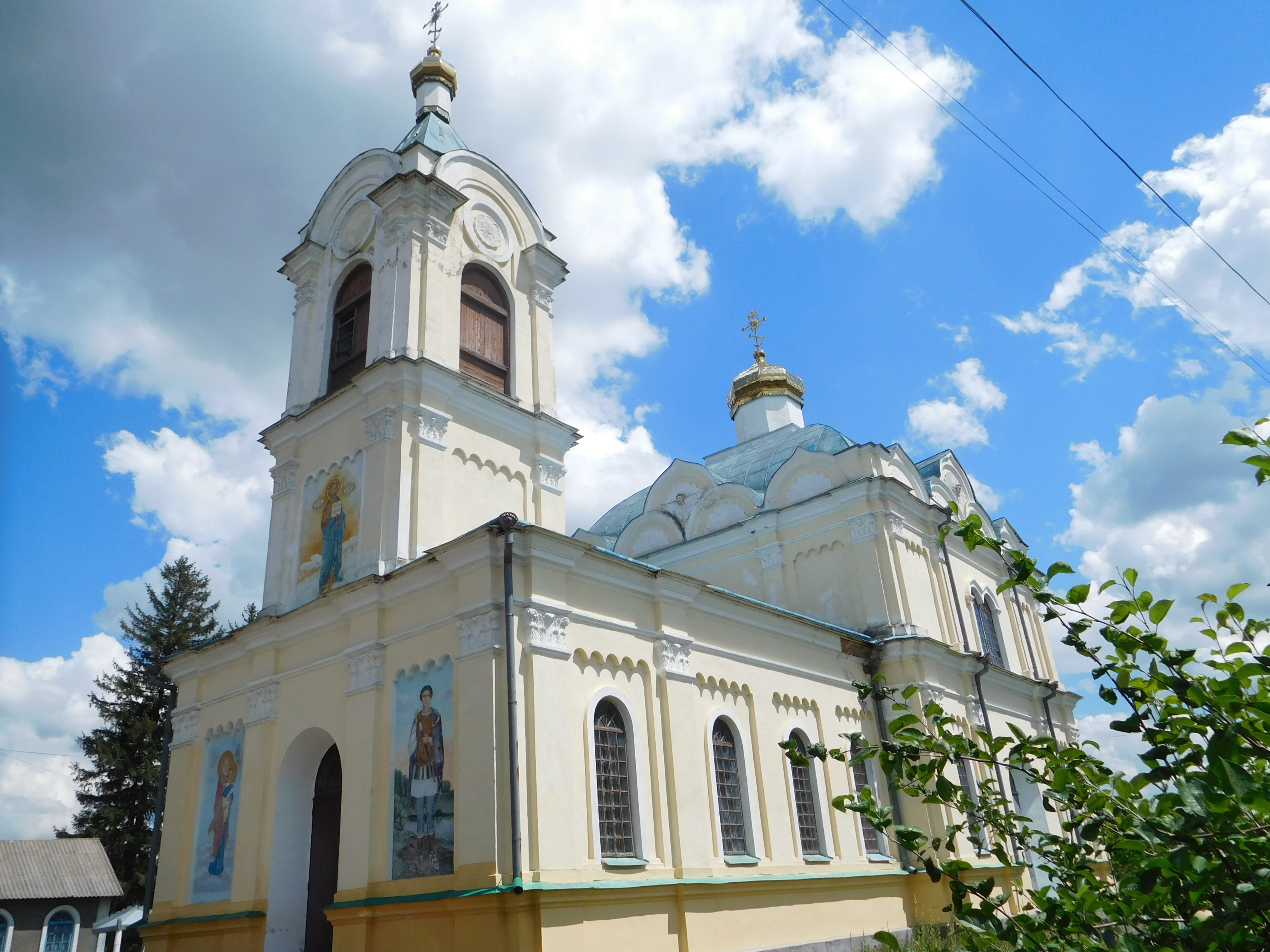
Фрески на фасаді церкви

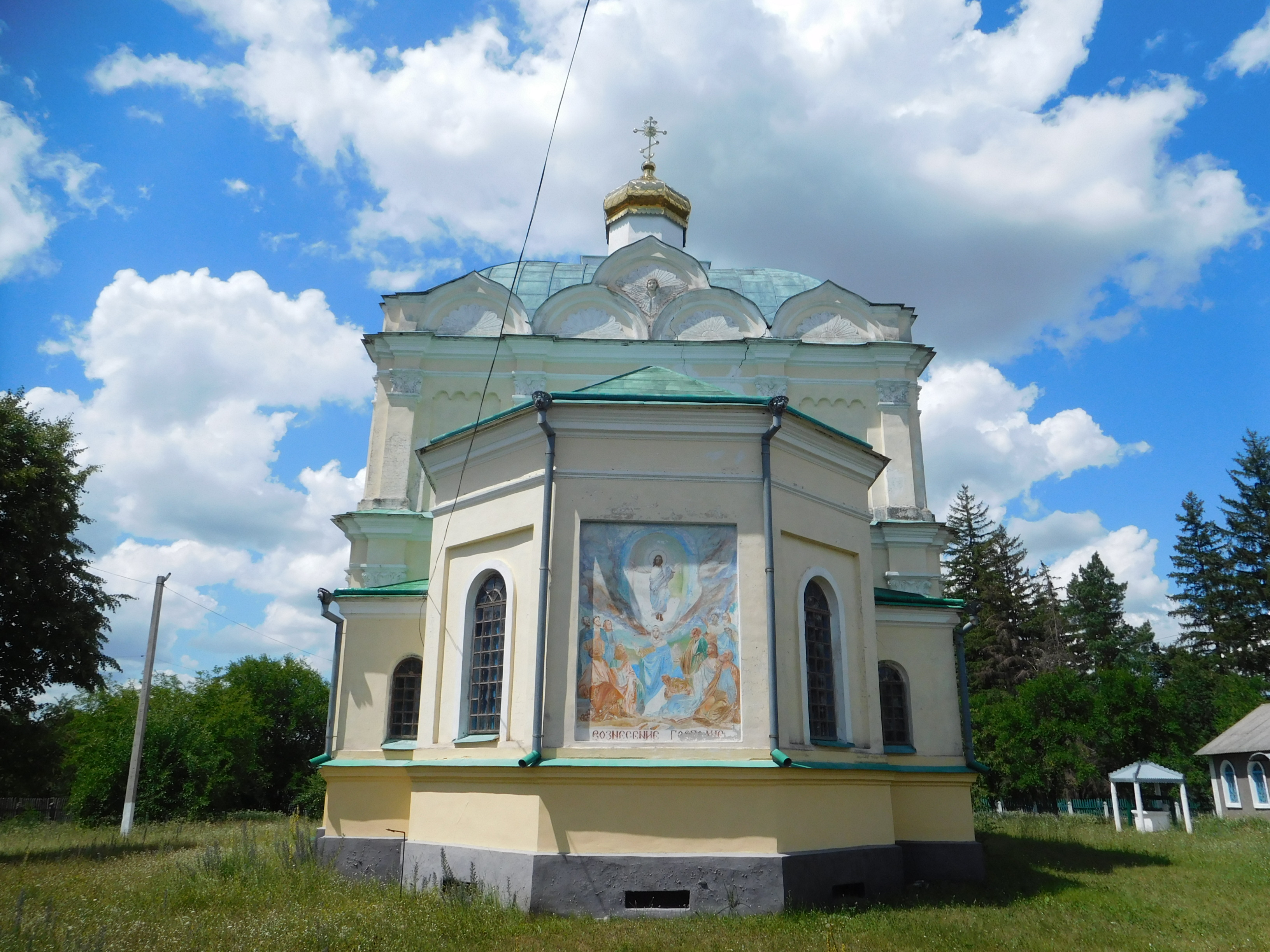
Фрески на зворотному боці церкви

Церква мурована тридільна, одоверха. Над входом розташована триярусна дзвіниця, яка з'єднана з бабинцем широким притвором. Купол церкви великий, з маленькою банею, накриває усю двоярусну наву.